# Regina Josepha von Siebold
Regina Josepha von Siebold, apellido de soltera Henning (14 de diciembre de 1771-28 de febrero de 1849), fue una médica ginecóloga y obstetra y profesora alemana. Recibió un doctorado honoris causa  en obstetricia, por la Universidad de Geissen.

## Biografía
Era la hija de un funcionario. Poco antes de cumplir dieciséis años, se casó con Georg Heiland y tuvieron cuatro hijos. Georg murió después de algunos años y en 1795 Regina se casó con el médico Damian von Siebold (1768-1828), que procedía de una familia de médicos.
Para complementar el ingreso familiar, Regina von Siebold empezó a estudiar obstetricia, para ese momento una carrera inusual para una mujer. Obtuvieron una dispensa para estudiar con su hermano Elias von Siebold en Würzburg. Se podría asistir a conferencias solo por detrás de una cortina y no realizar ejercicios prácticos. La experiencia práctica la adquirió luego de sus estudios formales en Würzburg, al asistir a su marido.
En noviembre de 1807 solicitó su admisión en el examen estatal de la Universidad de Giessen. El argumento principal de su solicitud era la falta de formación científica de las parteras. Después de un examen de cuatro horas fue aceptada como médica y comenzó a practicar en Darmstadt. El 6 de septiembre de 1815, Ferdinand von Ritgen le otorgó el doctorado honorífico en "el arte del parto" la Universidad de Giessen.
Manejó una clínica médica asistida por su hija Charlotte von Siebold.

## Honores

### Eponimia
Un cráter en Venus fue nombrado en su honor.